# La Malène
La Malène là một xã ở tỉnh Lozère trong vùng Occitanie, phía nam nước Pháp. Khu vực này có độ cao trung bình 452 mét trên mực nước biển.